# مخاطيات الأبواغ
مخاطيات الأبواغ (الاسم العلمي: Myxosporea) هي طائفة من الحيوانات تتبع شعيبة المواخط من شعبة اللاسعات.

## رتب
- ثنائيات المصراع (الاسم العلمي:Bivalvulida)
- متعددات المصراع (الاسم العلمي:Multivalvulida)